# ASS (éditeur)
Pour les articles homonymes, voir ASS.
ASS ou Altenburger und Stralsunder Spielkarten-Fabriken ou Altenburg Stralsunder est un éditeur de jeux de société basé en Allemagne, à Altenbourg (Thuringe).
ASS appartient aujourd'hui au groupe Carta Mundi et ses activités sont recentrées sur les cartes à jouer.

## Quelques jeux édités
- Egghead, 1974, Robert Abbott
- Barbarossa, 1988, Klaus Teuber, Spiel des Jahres  1988
- Ogallala, 1989, Rudi Hoffmann
- Ausgebremst, 1993, Wolfgang Riedesser
- Die Wikinger kommen, 1994, Alex Randolph
- La-Trel, 1994, Richard Morgan
- Auf Teufel komm raus, 1995, Niek Neuwahl
- Top Race, 1996, Wolfgang Kramer, Essener Feder  1996
- Wat'n dat!?, 1996, Claude Weber (créateur de jeux)
- Volle Hütte, 1997, Stefan Dorra
- Drahtseilakt, 1999, Reiner Knizia
- Schotten-Totten, 1999, Reiner Knizia